# Lóbulo (arquitetura)

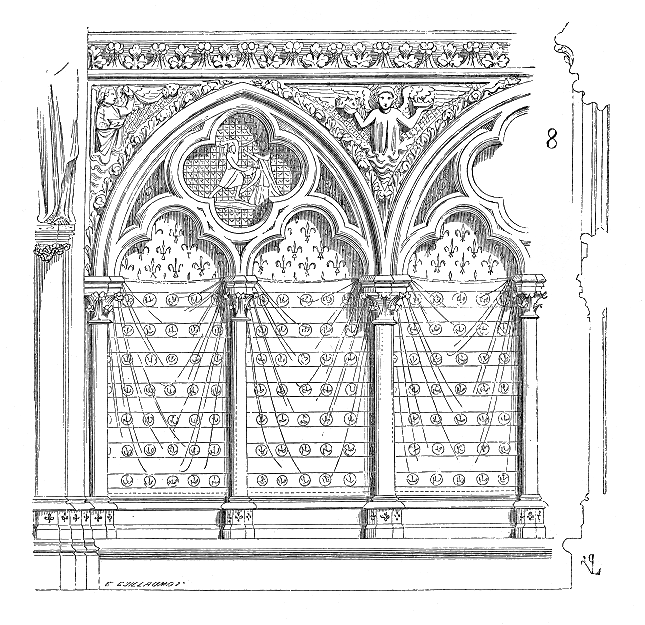
Arcada cega na Saint Chapelle, Paris, Ilustração de Viollet-le-Duc, 1856. Quadrilóbulo inscrito em arco quebrado, intradorso trilobado.

O termo lóbulo designa, em arquitectura, um elemento decorativo formado por um segmento de círculo que se multiplica formando um conjunto ornamental. Estes conjuntos podem ser de 3 arcos (Trilóbulo), 4 arcos (Quadrilóbulo ou Quadrifólio), ou podem ser ainda polilobados (ou polilobulados) quando apresentam mais de 4 arcos de círculo.

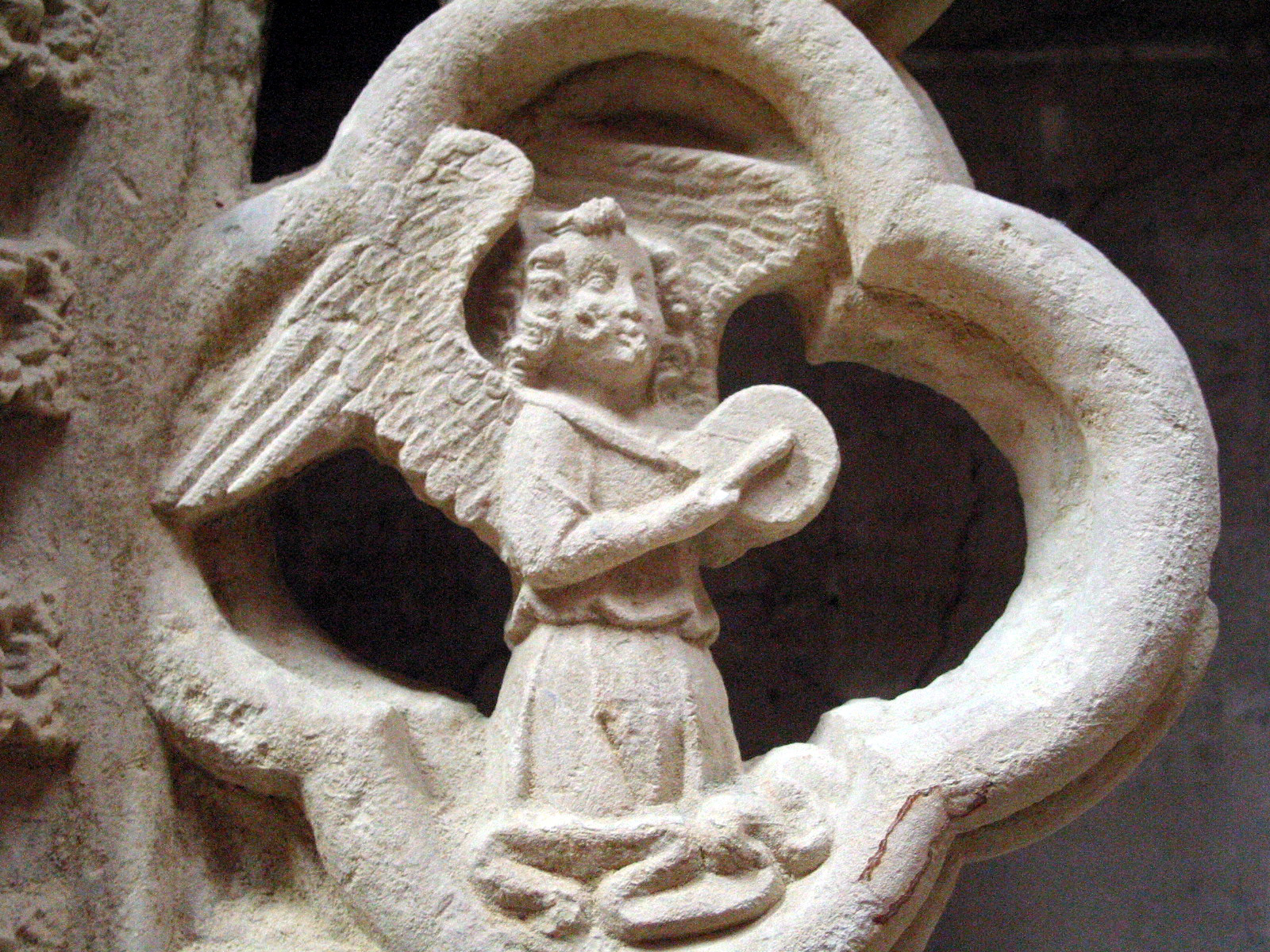
Quadrilóbulo com motivo escultórico, Igreja La Chaise-Dieu, França

A aplicação deste elemento em forma de trevo é variada podendo surgir inscrito numa circunferência em óculos (janelas circulares) do românico, em rectângulos ou outras formas poligonais. No estilo gótico assiste-se a uma profusão de lóbulos em decorações em traceria a revestir a catedral, aplicados a gabletes, intradorso de arcos, vitrais etc. Também no manuelino se observa uma vasta aplicação de lóbulos com 4 folhas.